# Туше, Джеймс, 7-й барон Одли
Джеймс Туше (англ. James Tuchet; примерно 1463, Хейли, Стаффордшир, Королевство Англия — 28 июня 1497, Лондон, Королевство Англия) — английский аристократ, 7-й барон Одли и 4-й барон Туше с 1490 года, рыцарь Бани. Единственный английский лорд, присоединившийся к корнуэльскому восстанию 1497 года. Возглавил армию повстанцев, в битве у Дептфордского моста был разбит и попал в плен. Позже Туше осудили как изменника и обезглавили.

## Биография
Джеймс Туше родился примерно в 1463 году в семье Джона Туше, 6-го барона Одли и 3-го барона Туше, и его жены Анны Эхингем. Изначально Туше были сторонниками Ланкастеров в гражданской войне, но Джон перешёл на сторону Йорков и завоевал благосклонность Эдуарда IV. Благодаря этому юный Джеймс был посвящён в рыцари Бани в тот день, когда старший сын короля получил титул принца Уэльского (18 апреля 1475).
В 1485 году корону захватил ланкастерский претендент Генрих VII Тюдор, и Туше оказались в немилости. В 1490 году, после смерти отца, сэр Джеймс унаследовал семейные поместья и титулы. Его владения были не так велики, как у большинства баронов, а между тем на службу королю приходилось тратить существенные суммы: барону дорого обошлось участие во французской экспедиции 1492 года, спустя четыре года ему пришлось внести 200 фунтов стерлингов в качестве залога за Томаса Грея, 1-го маркиза Дорсета. В начале 1497 года, когда Генрих VII потребовал от парламента субсидий на войну с Шотландией и самозванцем-йоркистом Перкином Уорбеком, Туше открыто высказался против, но специальный налог всё же был введён. Барону поручили следить за сбором этого налога в Стаффордшире и сформировать отряд в 100 человек для похода на север.
В том же году в Корнуолле вспыхнуло восстание, направленное против усиления налогового бремени. Сэр Джеймс был настроен примерно так же, как повстанцы; согласно предположению историка XX века А. Роуза, он был ещё и разочарован тем, что король не награждал его за верную службу. Барон встретил корнцев у города Уэллс в Сомерсете и присоединился к ним. Как единственный лорд, поддержавший восстание, и как человек с опытом командования, он возглавил армию. Корнцы приблизились к Лондону, а потом повернули на юг, в Кент. Предположительно они хотели пополнить свои ряды за счёт местного населения, но не получили поддержки в этом графстве, а у Дептфордского моста к юго-востоку от столицы столкнулись с королевской армией. Последняя уступала им в численности, но превосходила по дисциплине и вооружению. Туше, согласно современным ему источникам, не хотел вступать в сражение. Майкл Джозеф (один из предводителей восстания) настоял на том, чтобы вступить в бой, и 17 июня корнцы были наголову разгромлены.
Сэр Джеймс был взят в плен на поле боя и оказался в Тауэре. 19 июня его допросил король. Канцелярия графа-маршала приговорила Туше к смерти за измену, 28 июня его привезли с перевёрнутым фамильным гербом на Тауэрский холм и там обезглавили. Голову выставили на Лондонском мосту, тело похоронили в церкви Блэкфрайерс.

## Семья
Барон был женат дважды — на Маргарет Даррелл, дочери Ричарда Даррелла и Маргарет Бофорт, и на Джоан Буршье, дочери Фулька Буршье, 10-го барона Фицуорина, и Элизабет Динхем. В первом браке родился сын Джон (примерно 1483—1558), 9-й барон Одли.